# Prostoj slučaj
Prostoj slučaj (Простой случай) è un film del 1932 diretto da Vsevolod Illarionovič Pudovkin e Michail Doller.